# Siwis
Els siwis (siwi: isiwan), també coneguts com a amazics de l'oasi, són un grup ètnic amazic situat a l'oasi de Siwa a Egipte. Parlen el siwa. La comunitat dels siwis és la concentració amaziga més allunyada de la seva llar històrica a Algèria existent avui dia.